# やまとなでしこ同盟
『やまとなでしこ同盟』（やまとなでしこどうめい）は、野村あきこによる日本の漫画作品。『なかよし』（講談社）にて1995年6月号から同年10月号まで連載された。全5話。単行本は同社の講談社コミックスなかよしより全1巻が刊行された。

## 物語
主人公・坂吹良子は、その外見から不良扱いされており、友達のいない日々を送っていた。そんな彼女に、唯一普通に声をかけてくれるのは、同級生であり、女子たちから絶大な人気を誇る宗本忍。彼に、ほのかな想いを募らせていた良子だったが、ある日突然、彼に告白しようとする他校の女子生徒たちと知り合い、抜け駆け禁止の恋愛同盟「やまとなでしこ同盟」を結成することとなった。

## 登場人物
坂吹良子（さかぶきりょうこ）
主人公。生まれつき、金に近い茶髪であり、女子にしては長身、更に男所帯で育ったためか口も悪く、目つきも悪い。自称「世界一名前負けしている女子高生」で、生まれた時にとんでもない貧乏くじをひいたと思っている。実際のところは料理好きで世話上手、思いやりのある女の子。
自分を見た目で判断せず、むしろ「金髪がうらやましい」と言ってくれた忍に対し、叶わないと思いつつ、想いを寄せていた。
ある日、ひょんなことから出会った椿と落合と共に、「やまとなでしこ同盟」を結成することに。
彼女らと関わっていく内、人間誰しも完璧ではなく、誰かを羨む気持ちを持っているのだと知っていく。
なお、「やまとなでしこ同盟」の命名は良子であり、その理由は彼女らがお茶をしていた甘味処の名前からである。
椿と落合からは「よいこちゃん」と呼ばれており、最終話にて忍からも呼ばれるようになる。
宗本忍（そうもとしのぶ）
良子の同級生。成績優秀スポーツ万能のイケメンで、女子たちからの憧れの的。しかし、当人は自分がもてている事実に全く気づいていない。
当たりくじをひいて生まれてきた完全無欠の存在だと思われていたが、コーヒーや炭酸飲料が一切飲めない、泳ぎは不得意、部屋には漫画しかない、成績よりも制服で学校を選ぶなど、人とは感性が若干ずれている。
瀬戸椿（せとつばき）
忍の隣に住む幼馴染で、お嬢様。やや子供っぽいところがあり、勉強が大の苦手。
「よいこちゃん」の名付け親でもあり、良子を見た目で判断しなかった希有な人物の1人。
お嬢様であるが故に、ずっと私学に通っており、また勉強が出来ないため、忍の通う進学塾へ入れず、一度も彼と机を並べた経験がない。そのため、同級生である良子や同じ塾生の落合を羨ましがっている。
落合あかね（おちあいあかね）
忍と同じ塾生。眼鏡をかけた優等生であり、同盟の発案者。椿同様、良子を見た目で判断しなかった。
塾では忍と隣同士の席だが、塾は毎日あるわけではないため、平日は必ず会える良子や隣人の椿を羨ましがっている。
坂吹恵、当、大吉（さかぶきめぐむ、あたる、だいきち）
良子の兄2人と小学生の弟。良子同様、金に近い茶髪の持ち主だが、特に不良扱いされている描写はない。朝に弱く、毎朝ものすごい剣幕で良子に起こされている。良子に友人が出来たと知った時には、3人そろって赤飯を炊く勢いで応援した。なお、坂吹家には母親がおらず、父親は名前だけで未登場。家事一切は良子が引き受けている。
院上寺鈴女（いんじょうじすずめ）
忍が家庭教師をしているお嬢様。12歳。忍を気に入っており、「おにいちゃま」と呼んで慕う。
大吉に帽子を拾われたのが縁で知り合い、芸名として彼が名乗った「マイケル」と呼び、熱烈に想いを寄せる。
最初は良子たちのことを忍に近づく女たちとして敵視していたが、良子が大吉の姉だと知ると、態度を一変させ、坂吹家に強引に居候してきた。
院上寺姫美子（いんじょうじひみこ）
鈴女の姉。良子らとは同い年の少女。
忍を婿にとって院上寺家を継ぐことを己の使命と思っており、彼に近づくなと良子たちを権勢する。
あくまでも家を継ぐための婚約であり、当初は忍のことを異性として意識していなかったが、最終話にて変化が訪れることになる。

## 書誌情報
- 野村あきこ『やまとなでしこ同盟』講談社〈講談社コミックスなかよし〉、1996年1月8日第1刷発行、ISBN 4-06-178823-X[1]
  - 表題作のほか、読み切り作品「ファースト・デート」が収録されている。